# خلتشیتسه
خلتشیتسه (به چکی: Chelčice) یک منطقهٔ مسکونی در جمهوری چک است که در ناحیه ستراکونیتسه واقع شده‌است. خلتشیتسه ۴٫۸۲ کیلومتر مربع مساحت و ۴۲۷ نفر جمعیت دارد و ۴۵۷ متر بالاتر از سطح دریا واقع شده‌است.